# Volkswagen D24TIC-motor
Volkswagen D24TIC-motoren er en dieselmotor på 2,4 liter med seks cylindre i række og enkelt overliggende knastaksel, produceret af Volkswagen fra august 1991 til december 1996.

## Teknisk beskrivelse og effekt
Motoren er identisk med Volkswagen D24T-motoren og den tidligere Volkswagen D24-motor, men er desuden udstyret med intercooler for at hjælpe turboladeren med at opnå en højere effekt.
| Motorkode    | Max. effekt vedr omdr./min. | Max. moment ved omdr./min. | Maks. omdr./min. | Årgange   |
| ------------ | --------------------------- | -------------------------- | ---------------- | --------- |
| ACL          | 70 kW (95 hk) / 4000        | 220 Nm / 2000              |                  | 1991−1995 |
| Volvo D24T   | 85 kW (116 hk) / 4800       | 210 Nm / 2400              | 5350             | 1983      |
|              | 85 kW (116 hk) / 4800       | 220 Nm / 2400              | 5350             | 1983      |
| Volvo D24TIC | 90 kW (122 hk) / 4800       | 235 Nm / 2400              |                  |           |

## Applikationer
- Volvo 740 08/1986−10/1988
- Volvo 760 08/1985−07/1992
- Volvo 940 08/1990–02/1998
- Volvo 960 09/1991−12/1996
- Volkswagen LT 08/1991−12/1995 (ACL)[1]